# N386 (België)
De N386 is een gewestweg in België bij de plaats De Panne. De weg verbindt de N34 met de Franse D60 en heeft een lengte van ongeveer 3 kilometer.
De gehele weg bestaat uit twee rijstroken voor beide rijrichtingen samen.